# Negrita (rum)
Negrita  (o anche Negrita Rum o Rhum Negrita) è una marca di rum della Francia. Attualmente è di proprietà dell’azienda francese produttrice di bevande alcoliche La Martiniquaise.

## Storia

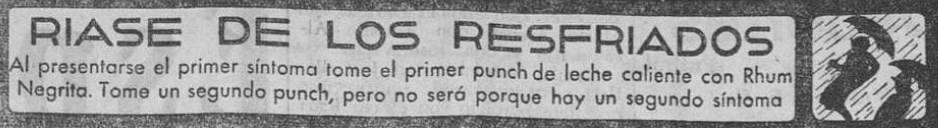
Pubblicità del 1931 in Spagna

Negrita venne per la prima volta distillato ed etichettato dalla Bardinet Company of France poco dopo la metà del XIX secolo. Questa era stata fondata da Paul Bardinet, un giovane produttore di liquori del comune di Limoges.  L’imprenditore sperimentò diversi tipi di rum di base per creare il suo  nuovo distillato.  Il marchio venne pubblicizzato con manifesti che riportavano lo slogan "el ron de la Negrita" ("il rum della negretta") e una illustrazione con una ragazza caraibica con i capelli adornati da nastri. Questa immagine divenne il simbolo della bevanda e nel 1886 diventò anche un marchio registrato.
Edouard Bardinet, il figlio di Paul, nel 1895 si trasferì a Bordeaux. Allargò la produzione della propria ditta anche al whiskey e al brandy, anche se il rum Negrita rimase il suo principale prodotto.
Nel 1993 la Bardinet venne acquisita da La Martiniquaise.
Nel 1994, Negrita era una delle marche più diffuse di rum ambrato, e sul mercato europeo arrivava al 41% delle vendite all’ingrosso di questo tipo di bevanda.

## Produzione

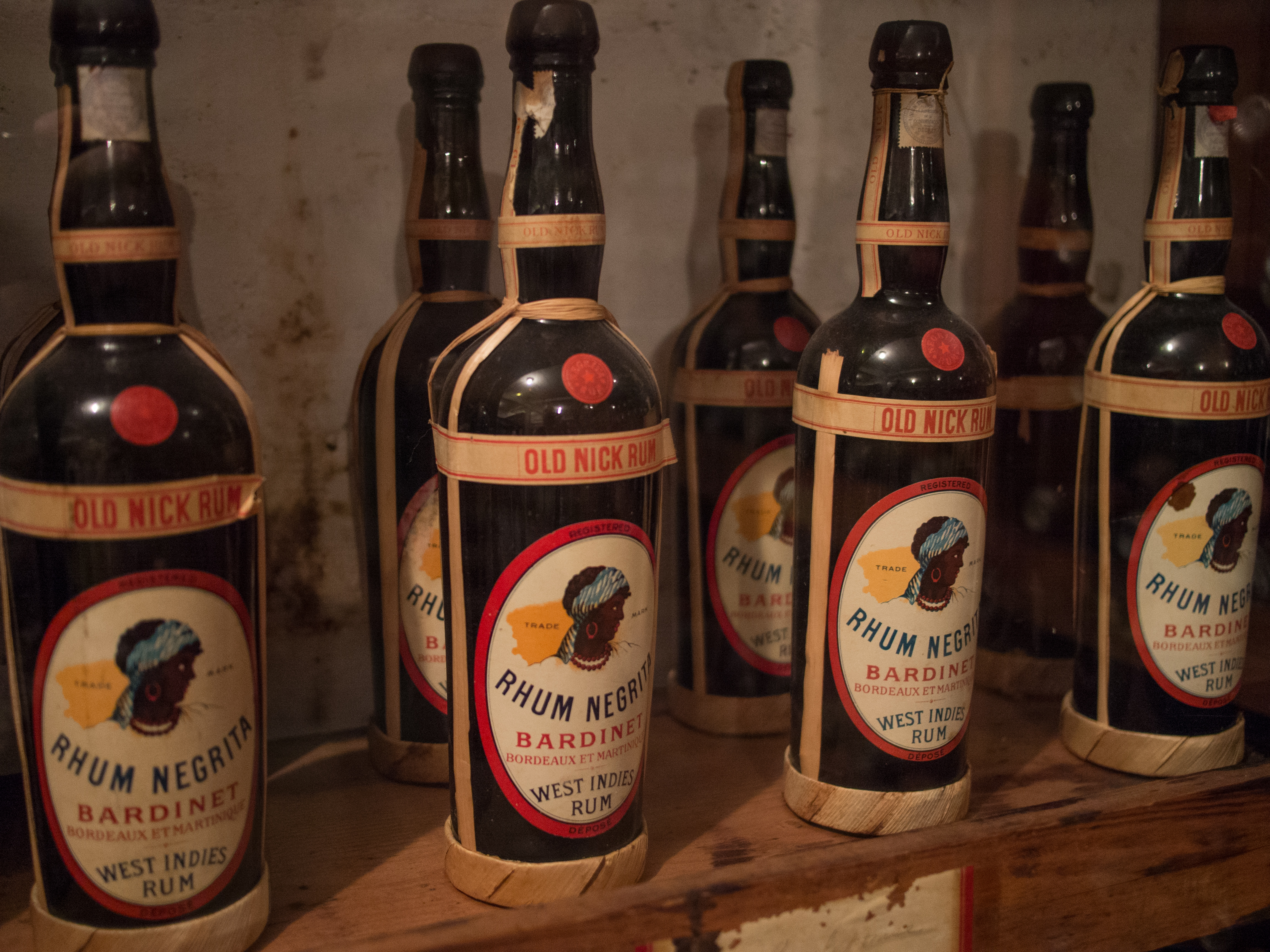
Bottiglie di Negrita (anno 2013)

Oggi Negrita è ottenuto miscelando vari rum di base che sono distillati nelle isole francesi di Réunion, Guadeloupe e Martinique.  Viene ottenuto a partire dal succo ottenuto spemendo la canna da zucchero, non da melasse.